# Волынский, Евгений Григорьевич
Евгений Григорьевич Волынский (род. 28 мая 1961, Курган) — советский и российский дирижёр.

## Биография
Евгений Григорьевич Волынский родился 28 мая 1961 года в городе Кургане. Его отец переехал в Курган из Челябинска. Родители работали на Курганском заводе колёсных тягачей им. Д. М. Карбышева, отец был заместителем главного технолога, мать работала в экономическом отделе 
.
В 1968 году поступил в музыкальную школу по классу скрипки. В 12 лет также играл в шахматы, участвовал в турнирах, получил 1-й разряд. В старших классах играл в вокально-инструментальном ансамбле. В 1978 году, по окончании общеобразовательной школы, поступил в музыкальное училище г. Кургана на дирижерско-хоровое отделение. С 1979 по 1981 год служил в спецвойсках МВД под Свердловском. На третьем курсе училища  параллельно получил новый аттестат в вечерней школе с отличием.
В 1983 году после сдачи экстерном в музыкальном училище выпускных экзаменов обучался на дирижёрско-хоровом факультете Новосибирской государственной консерватории  имени М. И. Глинки (класс профессора С. К. Мусина), который окончил в 1989 году, с этого же года учился на факультете оперно-симфонического дирижирования (класс профессора Арнольда Михайловича Каца).
С 1985 года работал суфлёром и параллельно дирижером в оперетте.
С 1987 по 1990 год работал дирижёром Новосибирского театра музыкальной комедии (в том числе был дирижёром-постановщиком спектаклей «Золотой цыплёнок», «Железный занавес» и «Тот самый кот»).
В 1990 году одновременно с учёбой на втором курсе Новосибирской консерватории начал карьеру дирижёра в Новосибирском театре оперы и балета.
В 1996—2001 годах учился в аспирантуре.
Гастролировал вместе с труппой Новосибирского оперного театра в Египте (1993), Португалии (1996, «Тоска»), Испании и Португалии (1997), Таиланде (2000, «Богема» и «Легенда о любви»).
В 1996—2002 годах преподавал в Новосибирской консерватории.
Участник совместных творческих программ России и Кореи; в рамках российско-германских проектов участвовал в постановке оперы Моцарта «Свадьба Фигаро» (Высшая школа музыки Гейдельберга-Мангейма, НГК имени Глинки), премьера которой состоялась в 1997 году в Новосибирске; в этом же городе был дирижёром Немецкого реквиема И. Брамса во время российско-германских музыкальных фестивалей.
В 2000—2001 годах — музыкальный руководитель и дирижёр-постановщик оперных произведений «Садко» и «Тоска» (Бурятская Национальная опера).
Работает в качестве приглашённого дирижёра в театральных учреждениях России (Томск, Иркутск и т. д) и других стран, в частности, Польши, где он был музыкальным руководителем и приглашённым дирижёром Польской национальной оперы в Варшаве, приглашённым дирижёром оперного театра Кракова (с 2011) и Европейского центра музыки (Белосток, с 2012), а также главным приглашенным дирижером оперного театра в Лодзе и симфонического оркестра филармонии в Ополе. В Корее как приглашенный главный дирижёр сотрудничал с камерным оркестром города Кванчжуна. Работал в Большом театре оперы и балета в Белоруссии.
В 2013 году стал музыкальным руководителем и главным дирижёром Челябинского театра оперы и балета. При участии Волынского симфонический оркестр этого театра гастролировал в Сеуле, также дирижёр содействовал выступлению театра на фестивалях «Золотая маска», «Видеть музыку» и благотворительном концерте на фундаменте возводившегося христорождественского кафедрального собора.

## Дирижёр в Новосибирском оперном театре

### Оперы
- «Борис Годунов» (М. Мусоргский);
- «Хованщина» (М. Мусоргский);
- «Евгений Онегин» (П. Чайковский);
- «Иоланта» (П. Чайковский);
- «Князь Игорь» (А. Бородин);
- «Аида» (Дж. Верди);
- «Тоска» (Дж. Пуччини);
- «Богема» (Дж. Пуччини);
- «Кармен» (Ж. Бизе)[3].

### Балеты
- «Спящая красавица» (П. Чайковский);
- «Лебединое озеро» (П. Чайковский);
- «Щелкунчик» (П. Чайковский);
- «Дон Жуан» (К. В. Глюк);
- «Терпсихора» (Г. Ф. Гендель);
- «Павана мавра» (Г. Перселл);
- «Петрушка» (И. Стравинский)[3].

### Музыкальный руководитель и дирижёр-постановщик
- «Легенда о любви» (А. Меликов, 1992);
- «Пиковая дама» (П. Чайковский, возобновление в 1998);
- «Орфей и Эвридика» (К. В. Глюк, 1998);
- «Русалка» (А. Даргомыжский, 1999)[3].

## Награды и премии
- Медаль ордена «За заслуги перед Отечеством» II степени, 6 февраля 2021 года[5]
- Премия «Парадиз» Новосибирского отделения Союза театральных деятелей Российской Федерации, номинация «Лучшая дирижёрская работа сезона», дважды: 1994 год, опера «Травиата»[6] и 1999 год[4].
- Премия «Золотая лира» (номинация «Музыкальное искусство»; Челябинск, 2022)[4].
- Номинант российской театральной премии «Золотая маска» (номинация «Лучшая работа дирижера»), дважды:: «Жизнь с идиотом» (А. Шнитке), 2004 год, «Князь Игорь» (А. Бородин), 2010 год[4].